# Amphineurus (Nothormosia) tortuosus
Amphineurus (Nothormosia) tortuosus is een tweevleugelige uit de familie steltmuggen (Limoniidae). De soort komt voor in het Australaziatisch gebied.